# Mitteleinstiegswagen (Schweiz, Normalspur)
Mitteleinstiegswagen sind Reisezugwagen, bei denen sich der Einstieg in der Mitte des Wagens befindet. Für  Schweizer Normalspurbahnen wurden solche Fahrzeuge hauptsächlich in der Zeit nach dem Zweiten Weltkrieg bis Mitte der 1960er Jahre gebaut.

## Holzkastenwagen

### SBB Pendelzugwagen 1925–1933

Pendelzug mit Steuerwagen Bt 1961 in Beinwil am See

Die ersten Mitteleinstiegswagen entstanden, um im Vorortsverkehr gegenüber den bis dahin üblichen Endeinstiegen (mit offenen Plattformen) zusätzliche Ein- und Ausstiege zu erhalten und den Fahrgastwechsel zu beschleunigen. Entsprechende Doppelwagen aus zwei kurzgekuppelten Zweiachsern bauten die SBB aus B3, AB3 und AB3ü nach Vorbild der Stuttgarter Vorortwagen selbst um. Die ersten beiden Züge erschienen 1928 in blau-weissem Anstrich, was ihnen den Namen «Arbeiter-Pullmann» eintrug. Die Züge aus drei Doppelwagen wurden von den Fe 4/4 18517–18 geführt und hatten am anderen Ende einen Steuerwagen Bt4 4001 und BCt4 5301. Der blau-weisse Anstrich verschwand ungefähr 1935 wieder. Bis 1933 wuchs der Bestand an – nun grünen – Doppelwagen auf 27, wovon ein Polsterklassewagen und fünf gemischtklassige. Die entsprechenden Steuerwagen waren vierachsig mit Schwanenhalsdrehgestellen, hatten einen Holzkasten auf einem Profileisenrahmen und neben den Endeinsteigen ebenfalls einen zusätzlichen Mitteleinstieg. Von diesen Steuerwagen liessen die SBB 1925–28 bei SWS insgesamt 10 Stück bauen, vier CFt4 9751–54 mit Gepäckabteil, fünf gemischtklassige BCt4 5301–05 und einen Polsterklassewagen Bt4 4001. Sie konnten ausser mit den Fe 4/4 auch mit den Ce 4/6-Triebwagen eingesetzt werden. 1958 begann die Ausrangierung dieser Wagen, einige Polsterklassewagen wurden noch deklassiert und 1969 verschwand der letzte Steuerwagen.
| Bezeichnung bei Ablieferung | Inbetriebnahme     | Hersteller | Umbaujahre | spätere Bezeichnungen                                              | Anstrich                    | Ausrangierung |
| --------------------------- | ------------------ | ---------- | ---------- | ------------------------------------------------------------------ | --------------------------- | ------------- |
| Bt4 4001                    | 1928               | SWS        | -          | Bt4 921, At4 921                                                   | blau/weiss, grün            | 1960          |
| B-B 4011                    | (1907)             | SBB        | 1933       | B-B 3401, A-A 3401, B-B 3401                                       | grün                        | 1965          |
| B-C 4201–4204 B-C 4205      | (1897–1901) (1907) | SBB        | 1925 1933  | B-C 4901–04, A-B 4901–04, B-B 4901–03 B-C 4905, A-B 4905, B-B 4905 | blau/weiss, grün grün       | 1959–65 1961  |
| BCt4 5301–5305              | 1927               | SWS        | -          | BCt4 925–929, ABt4 1961–1965, ABt 1981–1985                        | grün (5301 auch blau/weiss) | 1966–1969     |
| C-C 5701–5713 C-C 5714–5721 | (1897–1901) (1907) | SBB        | 1928 1933  | C-C 9801–13, B-B 9801–13 C-C 9814–21, B-B 9814–21                  | blau/weiss, grün grün       | 1958–1965     |
| CFt4 9751–9754              | 1925               | SWS        | -          | CFt4 931–934, BFt4 1971–1974, BFt4 1968–1970                       | grün                        | 1961–1964     |

### Umbauwagen der Südostbahn 1942–1944
Mit dem dringenden Bedürfnis, den Wagenpark zu erneuern, aber ohne die notwendigen flüssigen Mittel, fand sich die Südostbahn (SOB) während des Zweiten Weltkrieges. Zwar kamen mit der Elektrifikation 1939 acht moderne Personentriebwagen in Betrieb, dies reichte aber bei weitem nicht für alle Bedürfnisse. So wurden 1942 zwei vierachsige Holzkastenwagen C4 211–212 aus Dreiachsern der SBB umgebaut. 1943/44 folgten in gleicher Bauweise die BCF4 221–223 (ab 1954–57 231–233). Diese fünf Wagen waren die ersten normalspurigen Wagen, die nur einen Mitteleinstieg hatten, bei den Schmalspurbahnen waren 1939 derartige Leichtstahlwagen von SIG in Betrieb gekommen. Das einzige WC befand sich ebenfalls in Wagenmitte. Die beiden C4 wurden 1945 zur Bildung der ersten Pendelzüge der SOB herangezogen und erhielten dafür Vielfachsteuerleitung vom Typ Vst II und Faltenbälge; entsprechend wurden sie als C4ü bezeichnet. 1954 und 56 wurden bei zwei Wagen die Polsterklassenabteile zu Gunsten des Gepäckabteils ausgebaut, beim dritten Wagen wurde es deklassiert. Die nun BD 231–233 genannten Wagen erhielten ebenfalls Faltenbälge, zwei Wagen wurden mit Vielfachsteuerleitung versehen. Der BD 231 erhielt 1976 sogar noch einen Anstrich in grün/crème, damit in Pendelzügen mit dem (seit 1971 in diesen Farben verkehrenden) ABe 4/4 71 ein farblich passendes Fahrzeug mit Gepäckabteil eingesetzt werden konnte. Nachdem der B 211 1973 in einen Unfall verwickelt war, kam er nicht mehr in Betrieb, die restlichen Fahrzeuge wurden 1980–1983 ausrangiert, wobei die BD als X 812–814 noch für den Trekking-Zug weiterverwendet wurden.

### BCF4 mit Mitteleinstieg und offenen Plattformen
Einen weiteren Umbauwagen erstellte die Bodensee-Toggenburg-Bahn 1943 durch Zusammenbau von zwei Zweiachsern (C 351 und 354 ex SBB 6811/14 ex JN 428/31). Dieser BCF4 133 behielt aber an den Enden die offenen Plattformen. Er wurde 1968 ausrangiert und zu einem Unterkunftswagen (X 9004) umgebaut, wobei der Mitteleinstieg verschlossen wurde.
1945 liess auch die Emmental-Burgdorf-Thun-Bahn (EBT) bei SWS auf der Basis von Zweiachsern zwei Holzkasten-BCF4 221–222 (später ABDi 731–732) erbauen. 1946 und 48 folgten noch die BCF4 224–225 für die von der EBT betriebene SMB. 1955 beschaffte die EBT zwei weitere solche Wagen, BCF4 226–227 (später ABDi 721–722) dieses Mal als Leichtstahlwagen.
Schliesslich beschafften 1947 die SBB fünf BCF4 5291–95 (später ABD 4651–55) von SWS, diese waren nach dem Prinzip der Seetaler aufgebaut, das heisst auf einem aus gebrauchten Stahlträgern geschweissten und mit Sprengwerk verstärkten Untergestell wurde ein Aluminiumkasten aufgebaut. Der zusätzliche Einstieg war bei diesen Wagen stark aussermittig, ungefähr im Drittelspunkt eingebaut. Auf der Seite des Gepäckabteils war kein Einstieg angeordnet. Diese Wagen waren als Anhänger zu den roten Pfeilen gedacht, kamen aber später auf verschiedenen Nebenlinien einschliesslich der Seetalbahn zum Einsatz. Bei drei Wagen wurden auch die Endplattformen geschlossen. Drei Wagen wurden noch von der Südostbahn erworben und als ABDi 281–282 im Regionalverkehr verwendet. 1992 gelangten sie zum Verein Dampfbahn Bern, wo ein Wagen als BRi 4652 in Dampfzügen eingesetzt wird.

## Leichtstahlwagen

### Bauart SOB 1945–1949
Nach der Übernahme von zwei Fe 4/4 von den SBB im Jahre 1944 konnte die SOB 1945 zwei passende Steuerwagen BCt4ü 201–202 von SWS in Empfang nehmen. An den Führerstand schlossen sich sechs Coupés dritter Klasse an, am anderen Wagenende fanden sich drei Coupés der Polsterklasse und ein WC. Dazwischen, und damit nicht exakt in der Mitte, war der Einstieg mit zwei schweren Flügeltüren angeordnet. 1946 folgten zwei Drittklasswagen C4ü 213–14 gleicher Bauart mit 80 Plätzen, nun befand sich der Einstieg exakt in der Mitte; wie bei den Steuerwagen war das WC beim Einstieg platziert. 1948 wurde noch ein dritter Wagen, C4ü 215, nachgeliefert. Alle diese Fahrzeuge waren in Übereinstimmung mit den Fe 4/4 und dem 1949 gelieferten CFe 4/4 62 ursprünglich mit Vst II ausgerüstet. 1956 wurde die dritte Wagenklasse abgeschafft, die C4ü zu B4ü und die BCt4ü zu ABt4ü. Da bei der 1959 erfolgten Beschaffung von Hochleistungstriebwagen das Geld nicht für neue Wagen reichte, wurden der ABt 201 und der B 214 mit Vst III ausgerüstet und erhielten einen Anstrich in grün/crème. Beim Steuerwagen wurden ins sechsfenstrige Abteil hinter dem Führerstand vier Coupés erster Klasse eingebaut, das Polsterklassenabteil am anderen Wagenende wurde zum komfortablen Zweitklassabteil. Bei Ablieferung der dritten Serie von Hochleistungstriebwagen wurden 1978 und 1979 die B 213 und 215 bei SWS mit Vst III ausgerüstet und grün/crème gestrichen. Eine automatische Türschliessung war bei diesen Wagen aufgrund der schweren einflügligen Türen nicht möglich. 1987 wurden die beiden Steuerwagen für den Betrieb mit den «Glaswagen» Abe 4/4 11–14 angepasst, beim ABt 201, neu ABt 252 bzw. 931 wurde das Erstklassabteil verkleinert, beim Bt 251, neu ABt 251 bzw. 930, wieder eines eingebaut, allerdings am anderen Wagenende. Die Wagen erhielten einen orangen Anstrich mit weissem Band. Die Einstiegstüren wurden durch Drehfalttüren von abgebrochenen Leichtstahlwagen ersetzt; damit war nun eine automatische Türschliessung möglich.
Ein Sonderling folgte in Form des BC4ü 205 im Jahre 1949. Je ein Einstieg war an den Drittelspunkten angeordnet, die beiden Endabteile boten für drei Coupés dritter Klasse Platz, in der Mitte waren drei Coupés zweiter Klasse und ein WC angeordnet. Dieser mit Vst II ausgerüstete Wagen verkehrte, nachdem 1966 auch beim ABt 202 das Polsterklassenabteil deklassiert worden war (neu Bt 204), lange Zeit in einem Pendelzug mit De 4/4 22. 1985 erhielt er jedoch Vst III, einen Anstrich in grün/crème, Gummiwulstübergänge und mehr Erstklassplätze, indem das eine Endabteil ebenfalls mit Erstklassstühlen versehen wurde. Dergestalt verkehrte er bis 1989 in Pendelzügen mit Re 4/4 III, als er von einem ein Jahr älteren SBB Leichtstahlwagen abgelöst wurde.
| Bezeichnung bei Ablieferung | Inbetriebnahme | Hersteller | Umbaujahre | spätere Bezeichnungen              | Anstrich                           | Ausrangierung                                                                      |
| --------------------------- | -------------- | ---------- | ---------- | ---------------------------------- | ---------------------------------- | ---------------------------------------------------------------------------------- |
| SOB BCt4ü 201               | 1945           | SWS        | 1959, 1989 | ABt 201, ABt 252, 38-03 931        | grün, 1959 grün/crème, 1989 orange | 2001 abgebrochen                                                                   |
| SOB BCt4ü 202               | 1945           | SWS        | 1966, 1989 | Bt 204, Bt 251, ABt 251, 38-03 930 | grün, 1989 orange                  | 2004 abgebrochen                                                                   |
| SOB C4ü 213                 | 1946           | SWS        | 1978       | B 213, 20-33 830                   | grün, 1978 grün/crème              | 1999 ausrangiert                                                                   |
| SOB C4ü 214                 | 1946           | SWS        | 1959       | B 214, 20-33 831                   | grün, 1959 grün/crème              | 1999 ausrangiert, aufgestellt beim Schulhaus Untermosen, Wädenswil für Spielgruppe |
| SOB C4ü 215                 | 1948           | SWS        | 1979       | B 215, 20-33 832                   | grün, 1979 grün/crème              | 1999 ausrangiert                                                                   |
| SOB BC4ü 205                | 1949           | SWS        | 1985       | AB 261, 38-33 570                  | grün, 1985 grün/crème              | an MECE abgegeben, Februar 2015 abgebrochen                                        |

### Bauart SZU 1946–1949
Die Sihltalbahn hatte noch bis 1929 nur Zweiachser beschafft; sie hatte 1912/13 lediglich vier alte Vierachser von 1875/76 von der SBB übernommen, die bereits 1927/28 ausrangiert werden mussten. Nun bestellte die Bahn bei SWS drei Leichtstahlwagen, deren Aussehen und Wagenbodenhöhe eher an schwere Stahlwagen erinnerte. Sie hatten zusätzlich zu den Endeinstiegen zwei Einstiege in der Mitte, um einen schnellen Fahrgastwechsel zu gewährleisten. Drei Wagen wurden 1946 in Betrieb genommen, 1949 nochmals drei. Mit 20,3 Metern waren sie vergleichsweise kurz und mit 22 Tonnen gehörten sie zu den leichteren Normalspurvierachsern. Dank einer Sitzteilung von 2+3 bei einer Wagenkastenbreite von 305 cm boten sie 86 Sitzplätze. Beim Mitteleinstieg war eine Toilette vorhanden, die ab 1960 ausgebaut und durch zehn weitere Sitzplätze ersetzt wurde. Alle Wagen erhielten ab 1960 eine Steuerleitung, damit sie in Pendelzügen eingesetzt werden konnten. Für die Einführung des kondukteurlosen Betriebs erhielten die verbleibenden Wagen automatische Türen eingebaut, denn bereits 1975 musste ein Wagen wegen Korrosionsschäden abgebrochen werden. Vier Wagen kamen, nachdem sie durch neue Steuerwagen ersetzt wurden, zwischen 1980 und 1990 ins Wutachtal.

### Bauart GFM 1947
1946/47 wurde das Normalspurnetz der Freiburger Bahnen (GFM) elektrifiziert bzw. von Gleich- auf Wechselstrom umelektrifiziert. Dazu erhielt die GFM sieben Triebwagen, dessen wagenbaulicher Teil von SIG stammte. Dazu passend lieferte SIG 1947 zwei Leichtstahlwagen C4 351 und 352 mit Mitteleinstieg. Die Wagen waren nur 18,1 Meter lang, 23 Tonnen schwer und boten 72 Sitzplätze. Am einen Ende war eine Toilette vorhanden. Auf Faltenbälge war verzichtet worden.

### Bauart WM 1948

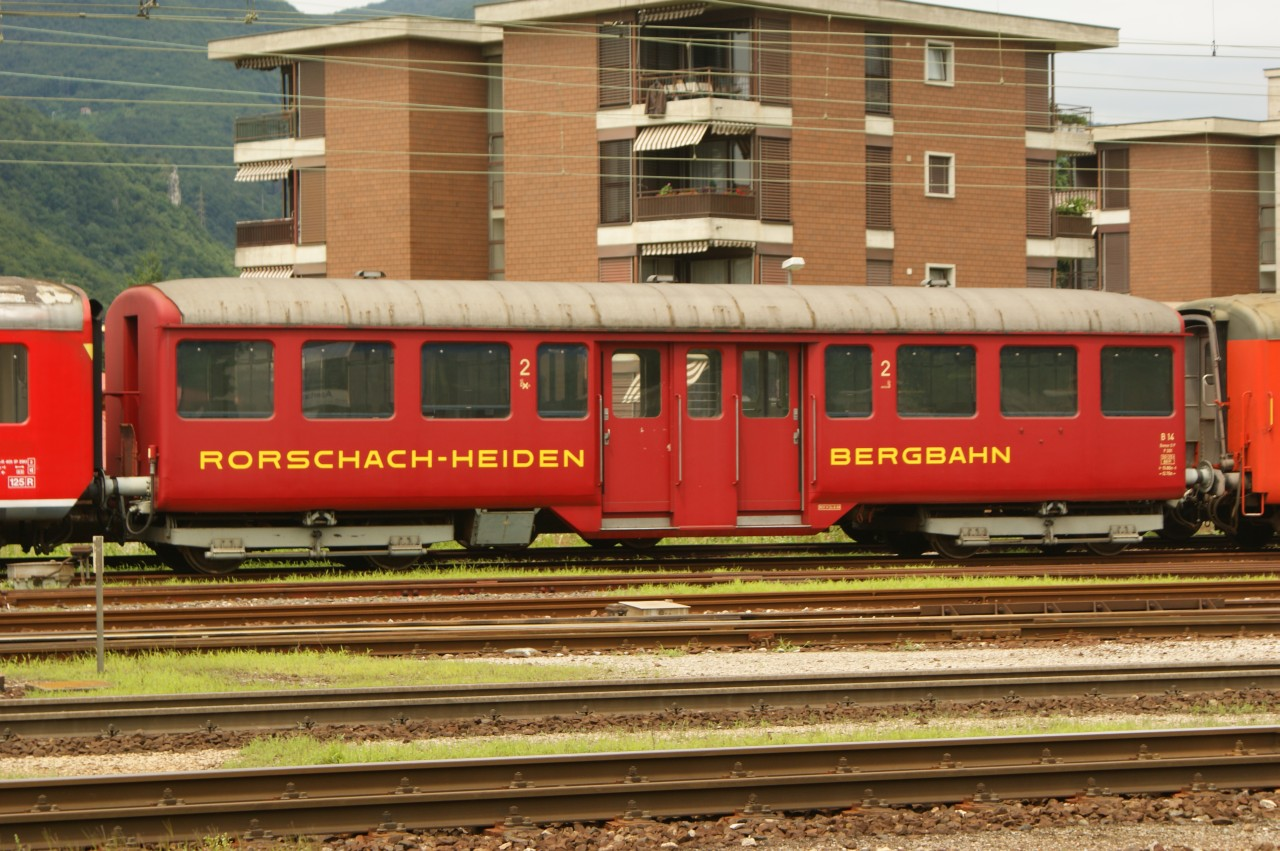
Der immer noch als RHB B 14 bezeichnete ex-WM B 25 bei seinem heutigen Eigentümer CSG in Mendrisio

SIG lieferte 1948 an die damals noch mit Gleichstrom betriebene Wohlen–Meisterschwanden-Bahn (WM) zwei nur 15,8 Meter lange, 18,5 Tonnen schwere Leichtstahlwagen aus. Diese C4 25 und 26 haben in der Mitte zwei Schiebetüren und dazwischen ein Fenster, hinter dem die Schiebetüren im geöffneten Zustand verschwinden. Beidseitig der Mittelplattform sind dreieinhalb Coupés angeordnet. Die Wagen sind mit einer frühen Bauform des Torsionsstabdrehgestells ausgerüstet und besitzen keine Faltenbälge. Die Heizstromübertragung erfolgte über Dachruten. 1966 wurde die WM auf Wechselstrombetrieb umgestellt und demzufolge die Wagenheizung angepasst. 1968 erhielt der B 26 bei SWP die Vst III eingebaut und den neuen rot/weissen Anstrich. Demgegenüber wurde der B 25 1974 an die Rorschach-Heiden-Bergbahn verkauft, wo er als B 14 mit rotem Anstrich zum Einsatz kam. 1997 stellte die WM den Betrieb ein und der B 26 wurde vom Club San Gottardo (CSG) in Mendrisio übernommen, wohin ein Jahr später der B 14 der RHB folgte.

### Pneuwagen 1950

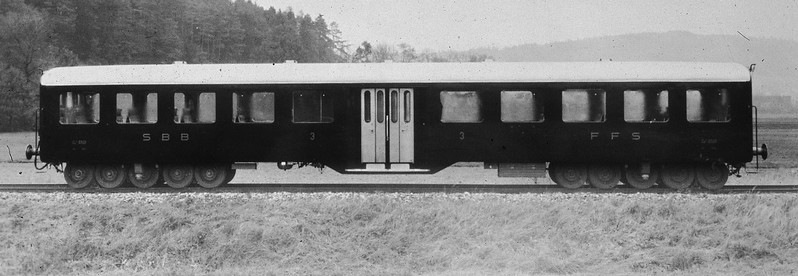
Pneuwagen der SBB im Ablieferungszustand

1950 beschafften die SBB zwei Wagen, die versuchsweise mit Pneudrehgestellen ausgerüstet waren. Der C10ü 6501 wurde von SWS in superleichter Stahlbauart konstruiert. Er hatte fünf Fenster beidseits des Mitteleinstiegs und das WC war anstelle einer Sitzgruppe gleich neben dem Einstieg platziert. Das Eigengewicht betrug nur 14,2 Tonnen. Der eineinhalb Tonnen leichtere B10ü 2501 wurde von SIG in Aluminiumbauweise erstellt, wie dies für Schmalspurbahnen schon zuvor zur Anwendung kam. Hier musste die Festigkeit von Normalspurfahrzeugen erreicht werden, was durch Messungen belegt gelang. Der Wagen hatte beidseits des Mitteleinstiegs je vier Fenster, zusätzlich auf einer Seite aber noch ein WC (schmales Fenster), sodass der Wagen nicht exakt symmetrisch war. Beide Wagen massen nur 21,3 Meter über Puffer. 1953 erhielt der Zweitklasswagen vier- statt fünfachsige Drehgestelle, damit sank das Wagengewicht auf 12 Tonnen. Das gesamte Experiment brachte nicht die gewünschten Resultate und die beiden Wagen kamen in den Personenzugsdienst auf Nebenstrecken, insbesondere die 40 ‰ Neigung aufweisende Linie Puidoux-Chexbrès–Vevey. 1963 erhielt der inzwischen zum A 2290 umgezeichnete Aluminiumwagen normale SIG-Torsionsstabdrehgestelle, die Vst III und wurde nach Zürich versetzt. Sein mit 16 Tonnen immer noch sehr geringes Gewicht brachte ihn dann schliesslich erneut auf ein Steilstrecke, indem er jahrelang in den Pendlerzug Einsiedeln–Zürich eingereiht war. Der Leichtstahlwagen von SWS erhielt 1959 Versuchs-Drehgestelle mit Luftfederung von SWP; er wog nun 19 Tonnen. 1966 erlitt er einen Kollisionsschaden, der Wagenkasten wurde daraufhin mit normalen SWS-Drehgestellen ausgerüstet und der Wagen für den bahnärztlichen Dienst umgebaut.

### Bauart BT 1952–1956

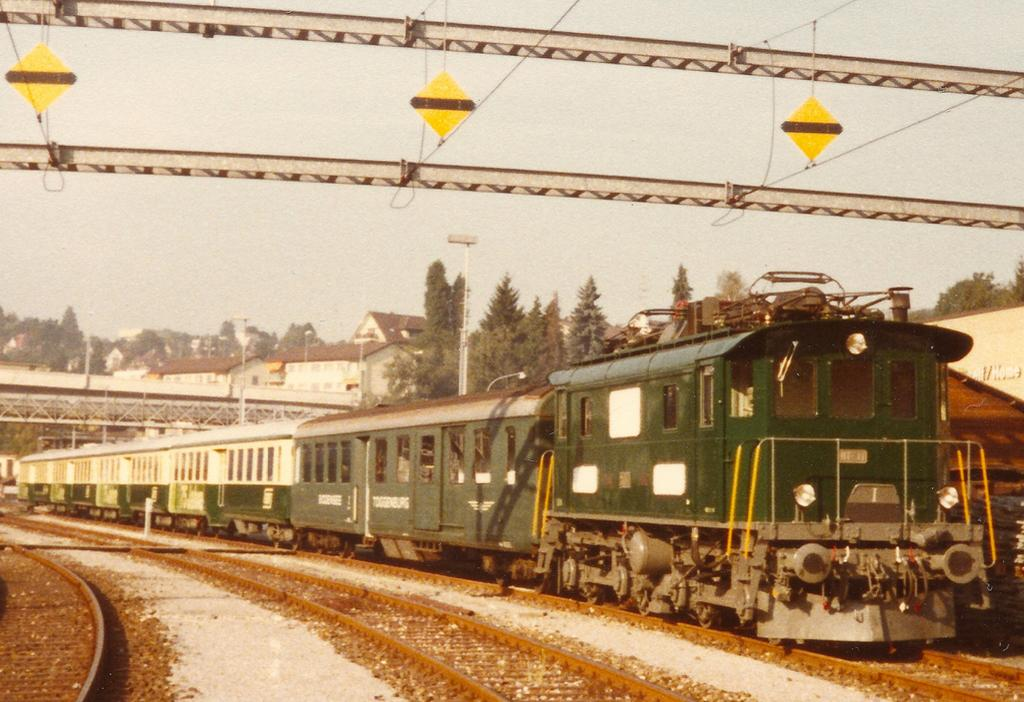
Ausstellungszug „75 Jahre Bodensee-Toggenburg-Bahn und Rickenbahn“ mit Be 4/4 11. Der erste Wagen ist ein Gepäck-/Personenwagen BD (Einheitswagen 1972), die andern sind Mitteleinstiegswagen vom Typ BT.

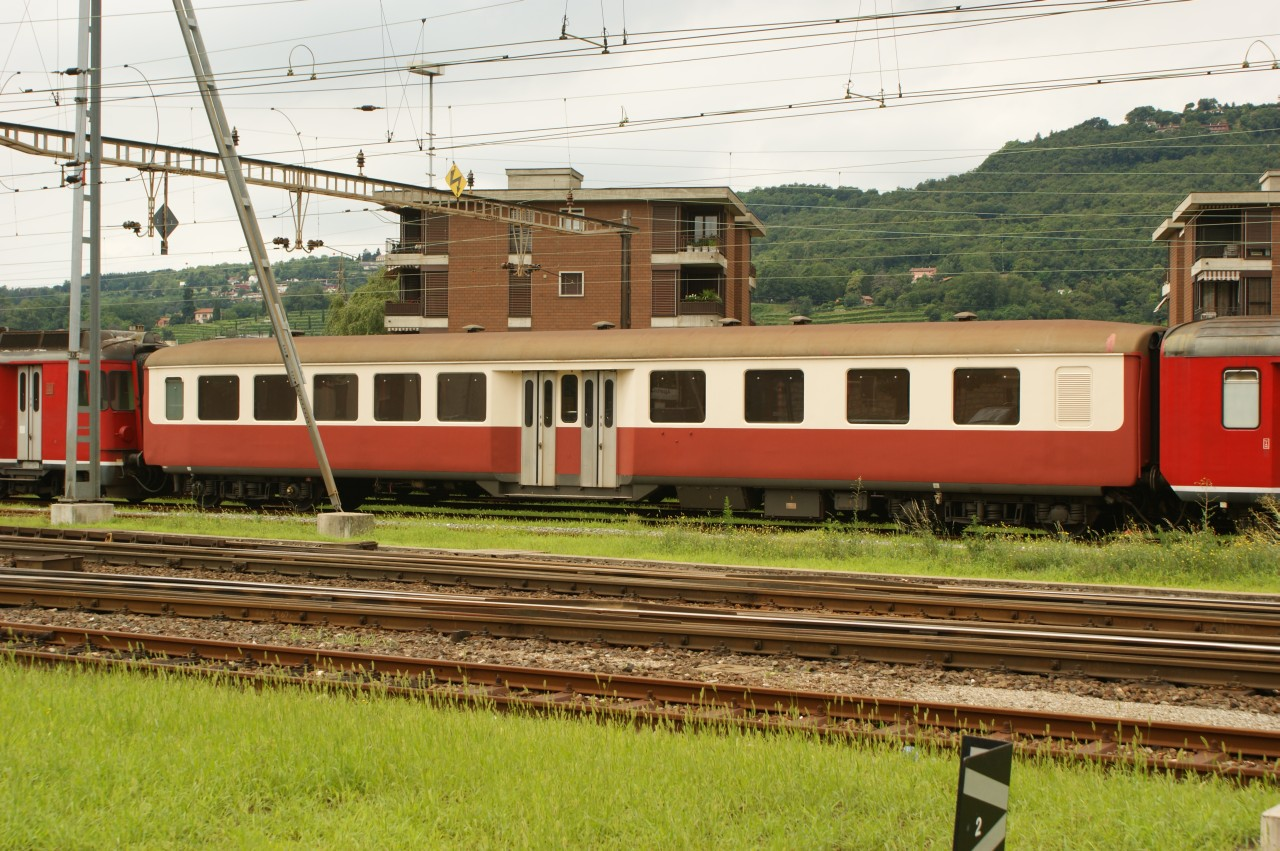
Der Buffetwagen ex SOB bei der CSG in Mendrisio

Die ersten Leichtstahlwagen, welche 1951 von der Bodensee-Toggenburg-Bahn (BT) bei SWP beschafft wurden (BC4ü 121–122 und C4ü 321–322), entsprachen in ihrem Aussehen den von der BT selbst aus Zweiachsern umgebauten Buffetwagen mit Holzkasten. Im Grundriss entsprachen sie den Leichtstahlwagen mit offenen Plattformen der BLS. Sie hatten einen relativ hoch liegenden Wagenboden und Endeinstiege mit schweren Flügeltüren. Diese wurden zwar später durch zweiflüglige Einheitswagentüren ersetzt und Gummiwulstübergänge angebaut, diese Wagen blieben Sonderlinge. Allerdings waren sie sehr leicht und konnten deshalb als einzige einem vierteiligen RBe 4/4-Pendelzug noch als Verstärkungswagen mitgegeben werden, ohne Vorspann auf der 50 ‰-Rampe der SOB zu erfordern.
Bereits ein Jahr darauf erhielt die BT zwei weitere Leichtstahlwagen einer völlig abweichenden Bauform, dieses Mal von SWS. Wie bei den SBB-Leichtstahlwagen üblich, wurde an jedem Wagenende ein Vorraum mit WC angeordnet. Diese Anordnung hatte den Vorteil, dass die Abteiltür nicht direkt nach dem kalten und zugigen Übergang aufging. Die beiden Türen auf der Mittelplattform waren durch eine Mittelkonsole getrennt, die mit einem Fenster versehen war. Dies erlaubte den Einbau von zweiflügligen Türen. Die Länge über Puffer betrug 22,7 Meter. Es gab zwei Kastenformen, eine mit fünf Fenstern beidseits des Mitteleinstiegs und eine mit einem Polsterklassenabteil, das nur vier statt fünf Fenster aufwies. 1952 kamen die C4ü 323–324 in Betrieb, 1953 folgten die BC4ü 123–124. 1954 kam bei der SOB der C4ü 216 gleicher Bauart in Betrieb und 1953 ebenfalls bei der SOB der Cr4ü 241. Sein Wagenkasten entsprach einem BC4ü bzw. ab 1956 AB4ü, aber statt des Polsterklassenabteils war ein Buffetraum eingebaut. Bis 1974 verkehrte dieser Wagen zwischen Luzern bzw. Arth-Goldau und St. Gallen bzw. Romanshorn, dann wurde er bis 1982 in den Pendlerzug Einsiedeln–Zürich eingereiht, was diesem den Namen Gipfeli-Express eintrug. 1983 wurde er zum ABr umgebaut und erhielt Schraubenfeder-Drehgestelle.
Alle Mitteleinstiegswagen vom Typ BT erhielten ab 1965 Gummiwulstübergänge (der Buffetwagen zunächst nur auf einer Seite!), vier auch Vst III. Die vier BT-Wagen wurden 1985 zu Ausstellungswagen für das 75-jährige Jubiläum umgestaltet. Sie wurden danach noch für andere Ausstellungen und dienstliche Zwecke verwendet, zwei Wagen wurden zu Velowagen umgebaut.
1956 kam bei der SOB ein weiterer Sonderling zur Ablieferung. Der AB 206 von SIG hatte ganz aussen je einen Vorraum mit WC, daran anschliessend drei Fenster zweiter Klasse. An den Drittelspunkten befand sich je eine Tür und dazwischen ein Abteil erster Klasse mit drei Fenstern. 1985 erfuhr er die gleichen Umbauten wie der AB 205 (siehe oben).
| Bezeichnung bei Ablieferung | Inbetriebnahme | Hersteller | Umbaujahre G = Umbau Gummiwulst V = Einbau Vst | spätere Bezeichnungen                                                            | Anstrich                            | Verkauf/Ausrangierung                                                    |
| --------------------------- | -------------- | ---------- | ---------------------------------------------- | -------------------------------------------------------------------------------- | ----------------------------------- | ------------------------------------------------------------------------ |
| BT C4ü 323                  | 1952           | SWS        | 1968 G, 1985, 1989 V                           | B 323, D 811, 50 48 92-35 811-1                                                  | grün, 1985 grün/crème               | Dezember 2008 zu DSF, Mai 2010 zum Abbruch                               |
| BT C4ü 324                  | 1952           | SWS        | 1966 G, 1985, 1989 V                           | B 324, D 812, 50 48 92-35 812-9                                                  | grün, 1985 grün/crème               | Dezember 2008 Abbruch                                                    |
| BT BC4ü 123                 | 1953           | SWS        | 1967 G, 1985                                   | AB4ü 123, AB 223                                                                 | grün, 1985 grün/crème               | Ausrangiert 1991, 1995 verkauft an Tierpark Jindřichův Hradec Tschechien |
| BT BC4ü 124                 | 1953           | SWS        | 1969 G, 1985, 1990                             | AB4ü 124, AB 224, Xas 9001 Werkstattwagen EA, 80 62 9547 251-8, 80 48 9547 251-7 | grün, 1985 grün/crème, 1990 oxydrot | 2020 noch als SOB Dienstwagen vorhanden                                  |
| SOB C4ü 216                 | 1954           | SWS        | ca. 1972 G,V                                   | B 216, 50 47 20-33 810-3, 50 48 20-35 310-1                                      | grün, 1972 grün/crème               | 2008 verkauft an Verein Historischer Triebwagen 5                        |
| SOB Cr4ü 241                | 1953           | SWS        | 1959 V ca. 1965 1G, 1983 G                     | Br 241, 50 47 88-33 780-7, 50 48 88-35 530-3                                     | grün/crème, 1983 rot/crème          | Februar 2005 verkauft an CSG                                             |
| SOB AB4ü 206                | 1956           | SIG        | 1970 G,V, 1983                                 | AB 262, 50 47 38-33 571                                                          | grün, 1970 grün/crème               | März 2001 Abbruch                                                        |

### Bauart SBB 1953–1957

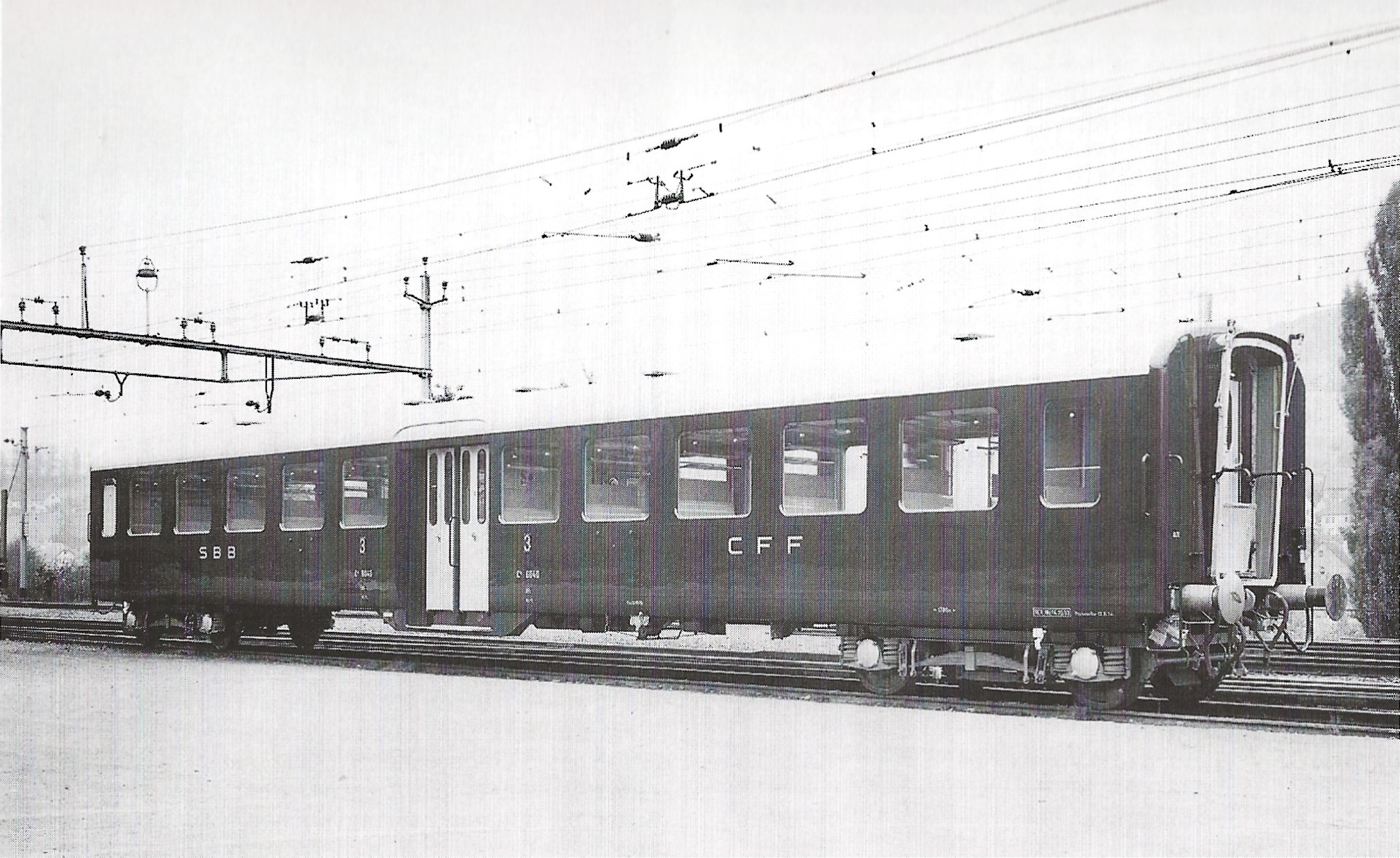
C4ü 6040 im Ablieferungszustand

Die SBB wollten die Konstruktion ihrer Leichtstahlwagen vereinfachen und verbilligen. Noch während die Lieferung der Bauart mit zwei Zwischeneinstiegen im Gang war, erschienen 1953 die ersten der insgesamt 210 Drittklasswagen, die nur in der Mitte einen Doppeleinstieg hatten. Die Leichtstahlwagen mit zwei Einstiegsplattformen erlaubten zwar einen schnellen Fahrgastwechsel, waren aber für den Fernverkehr weniger geeignet. Wollte man den in der Zugsmitte eingereihten Speisewagen erreichen, musste man bis zu 50 Schiebetüren betätigen. Die Einteilung der bisherigen Leichtstahlwagen in drei Abteile führte zu vielen Querwänden, was mit Gewicht und Baukosten verbunden war und die Zahl der Sitzplätze im Drittklasswagen auf 72 beschränkte.
Die Bauweise mit Mitteleingang war drei Jahre vorher bereits bei den Pneuwagen angewandt worden. Auf beiden Seiten der Mittelplattform befinden sich gleich grosse Abteile mit je 40 Sitzplätzen und an den beiden Wagenenden der Vorraum zum WC. Die Mittelplattform wird über drehbare Falttüren in Doppelanordnung bestiegen.
Der Hauptunterschied zum Typ BT war das Fehlen des Fensters zwischen den beiden Einstiegstüren, dafür waren Sitzteiler und WC etwas grosszügiger (siehe Tabelle unten).
Die Bauart der Einstiegstüren wurde schon bei den Pneuwagen verwendet. Sie hat gegenüber den bisherigen vier- und dreiteiligen Falttüren den Vorteil, dass das Verbindungsgetriebe entfallen konnte und am Mittelpfosten keine Türflügel montiert waren. Gegenüber den bisherigen Drittklasswagen in Leichtstahlbauweise waren die Mitteleinstiegswagen 1 bis 4 Tonnen leichter, rund 10 Prozent günstiger und wiesen 8 Sitzplätze mehr auf. Am 1. Juli 1955 nahmen die SBB mit dem C4ü 6184 ihren tausendsten Leichtstahlwagen in Betrieb.
Diese Fahrzeuge verkehrten freizügig in allen Zugsgattungen und sogar im internationalen Verkehr, obwohl sie nicht RIC-tauglich waren. Für die Zulassung als RIC-Wagen wären Seitengangabteile und Einstiegstüren an den Wagenenden erforderlich gewesen. 12 Wagen erhielten zusätzlich eine Dampfheizung für die Städteschnellzüge nach München, 150 wurden später bei der ersten Hauptrevision mit einer 3000-Volt-Heizung für den Einsatz nach Italien ausgestattet. Nachteilig waren die einzige Doppeltüre in der Wagenmitte, die bei Fahrgastandrang Stockungen verursachte, und der grosse Spalt zwischen dem Perron und den Türtritten beim Halt an gekrümmten Bahnsteigen. Diese Mängel machten sich stärker bemerkbar als vorausgesehen und führten zur Entwicklung der Einheitswagen I, die ab 1956 ausgeliefert wurden.
Für den Einsatz in Autozügen durch den Simplontunnel baute die HW Hauptwerkstätte Olten die B 50 85 20-33 034 und 031 im Jahr 1989 in Motorradtransportwagen BD 50 85 82-33 550–551 um. Im Nichtraucherabteil wurde ein grosser Teil der Sitzplätze entfernt. Ein breiter Stirnwand-Übergang zum benachbarten Autotransportwagen ermöglichte die Beladung der Motorräder. Bereits 1993 wurde der Autoverlad durch den Simplon eingestellt. Von 1983 bis 1993 rangierten die SBB die Mitteleinstiegswagen aus, viele wegen Korrosion. In den 1950er Jahren scheint eine Stahlsorte verwendet worden zu sein, die auch bei Privatbahnen zu Problemen führte. Dank der 3000-Volt-Heizung konnten die SBB 65 Wagen in mehreren Tranchen nach Italien verkaufen, insbesondere an die Ferrovie Nord Milano (FNM). Weitere Wagen gelangten zu Privatbahnen, Nostalgiebahnen und Firmen.

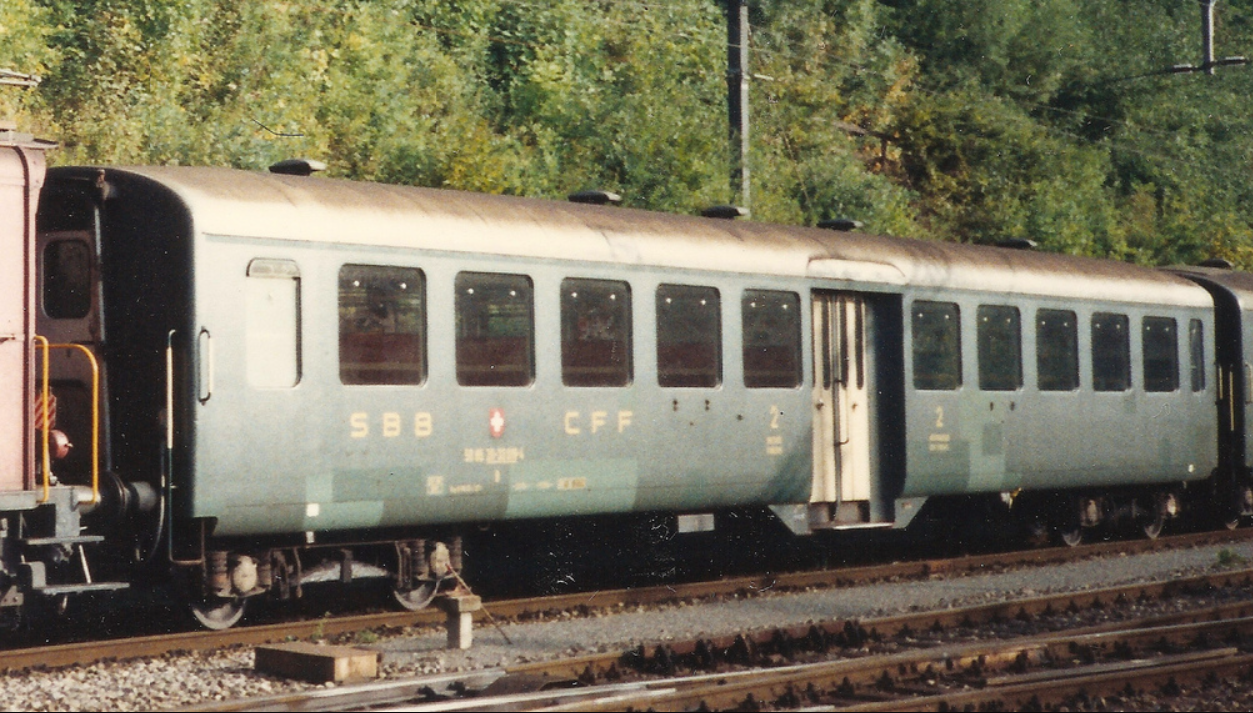
Mitteleinstiegwagen der SBB in Koblenz, 1989
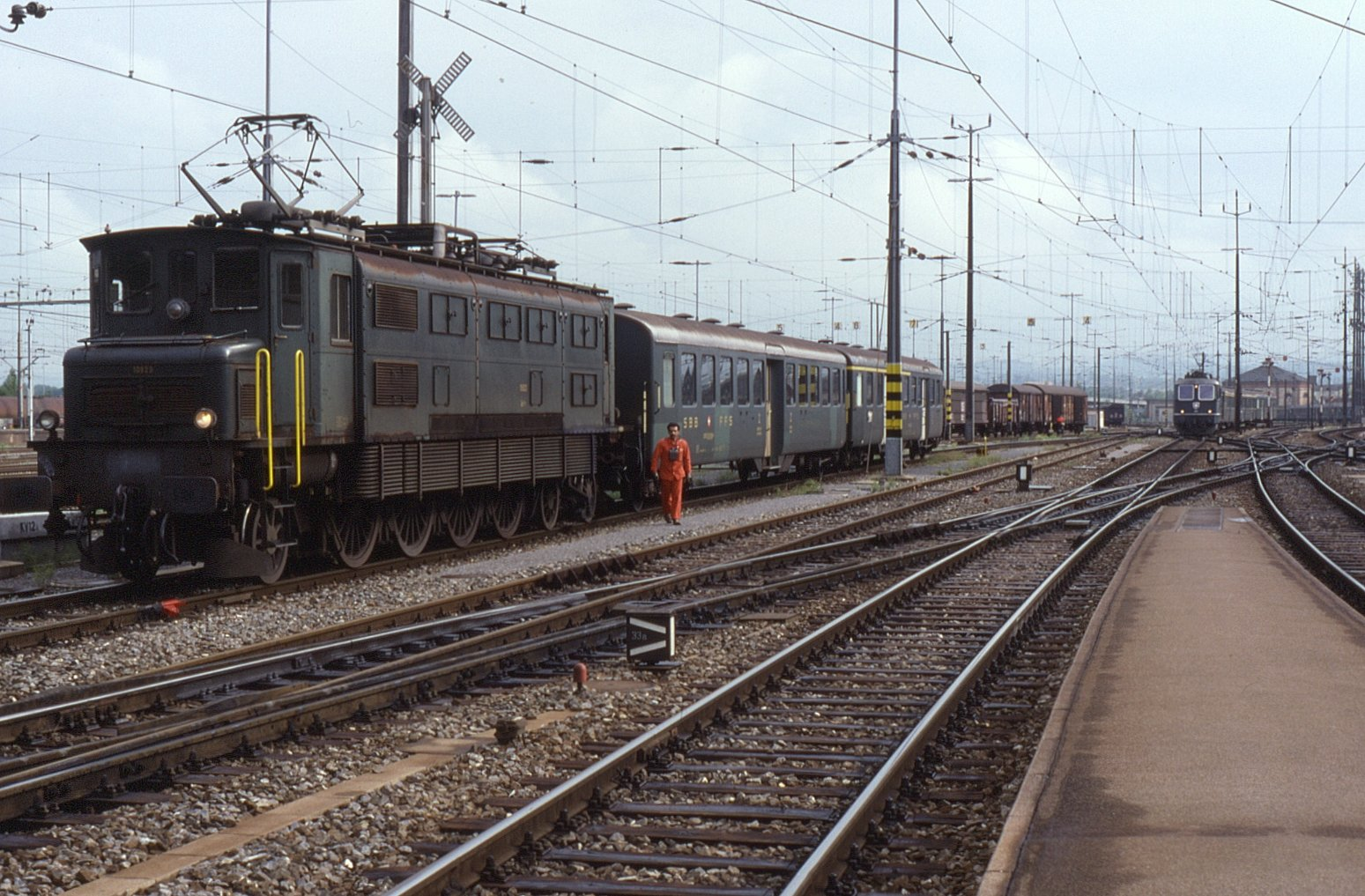
Ae 4/7 mit einem Mitteleinstiegs- und einem Leichtstahlwagen in Romanshorn, 1988
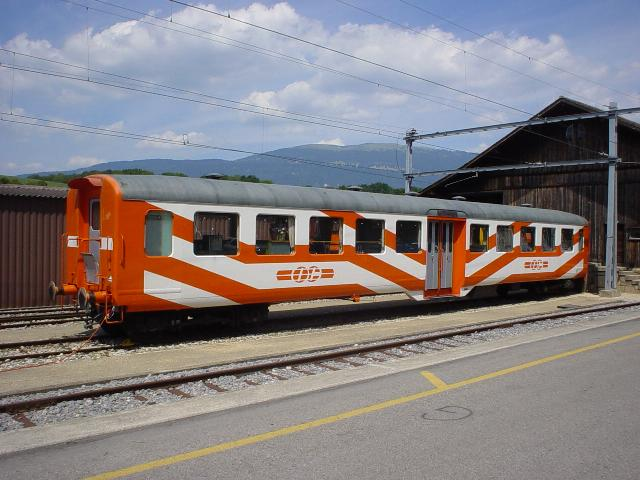
Ehemaliger SBB-Mitteleinstiegswagen, der 1994 von der Orbe-Chavornay-Bahn (OC) übernommen wurde, in Orbe
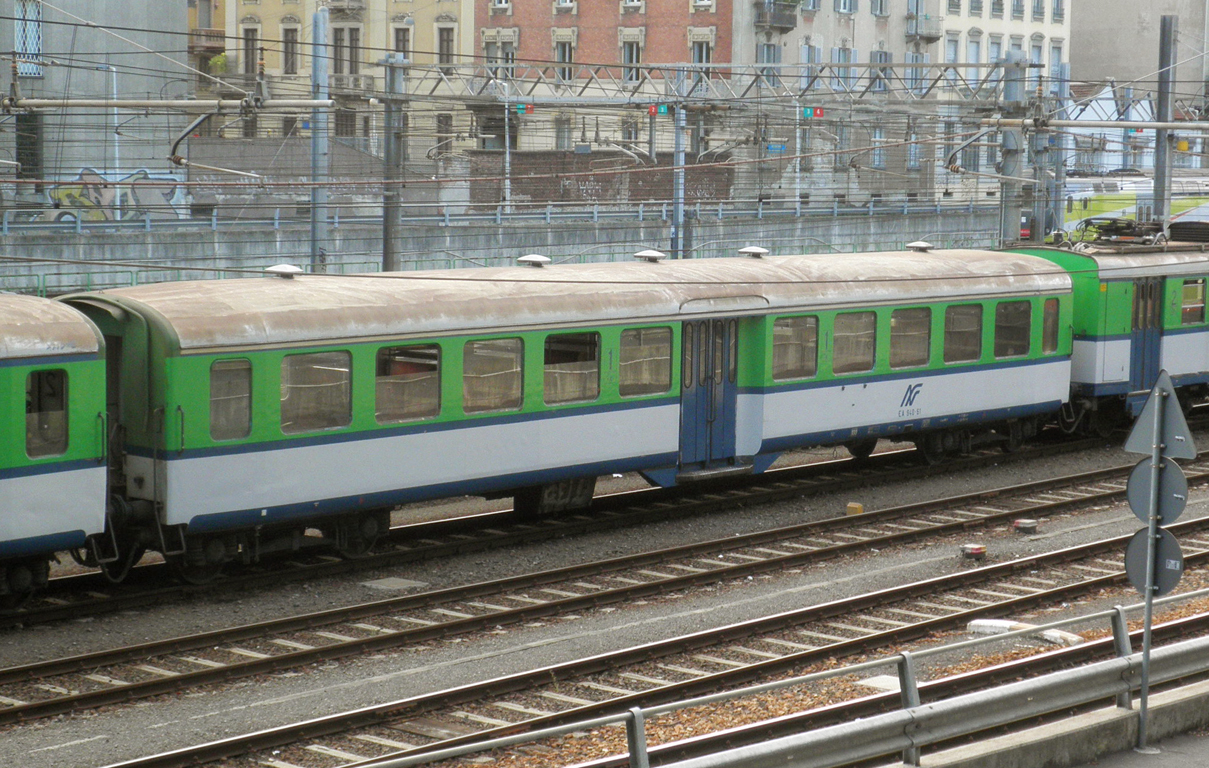
Ehemaliger SBB-Mitteleinstiegswagen als Serie EA.940 der FNM in Milano Cadorna

| Bezeichnung bei Ablieferung | Inbetriebnahme | Hersteller         | spätere Bezeichnungen                                       | Anstrich | Ausrangierung |
| --------------------------- | -------------- | ------------------ | ----------------------------------------------------------- | -------- | ------------- |
| C4ü 6001–6210               | 1953–1957      | SWS, SIG, SWP, FFA | B4ü 5751–5960 B 50 85 20-33 000–059 und 50 85 20-33 000–149 | grün     | 1983–1993     |
| C4ü 6001–6210               | 1953–1957      | Umbau: HW Olten    | BD 50 85 82-33 550–551                                      | grün     | 1993          |

### Massvergleiche zwischen den Bauarten
| Massvergleiche zwischen den Bauarten WM, BT und SBB | Sitzteiler      | Abteillänge     | Einstieg        | WC            | Länge über Puffer |
| --------------------------------------------------- | --------------- | --------------- | --------------- | ------------- | ----------------- |
| WM                                                  | 1550 mm         | 5670 mm         | 3000 mm         | --            | 15'800 mm         |
| BT BT 1. Kl.                                        | 1600 mm 2000 mm | 8030 mm         | 3080 mm         | 1060 mm       | 22'700 mm         |
| SBB                                                 | 1660 mm         | 8300 mm         | 2038 mm         | 1323 mm       | 22'700 mm         |
| SOB AB 206 SOB 1. Kl.                               | 1660 mm 2250 mm | 4980 mm 6750 mm | 2× 1530 mm      | 1000 mm       | 23'250 mm         |
| SBB Pneuwagen 2. Kl. SBB Pneuwagen 1. Kl.           | 1700 mm 2050 mm | 8530 mm 8200 mm | 2400 mm 2000 mm | längs 1110 mm | 21'300 mm         |

## Einheitswagen 1972

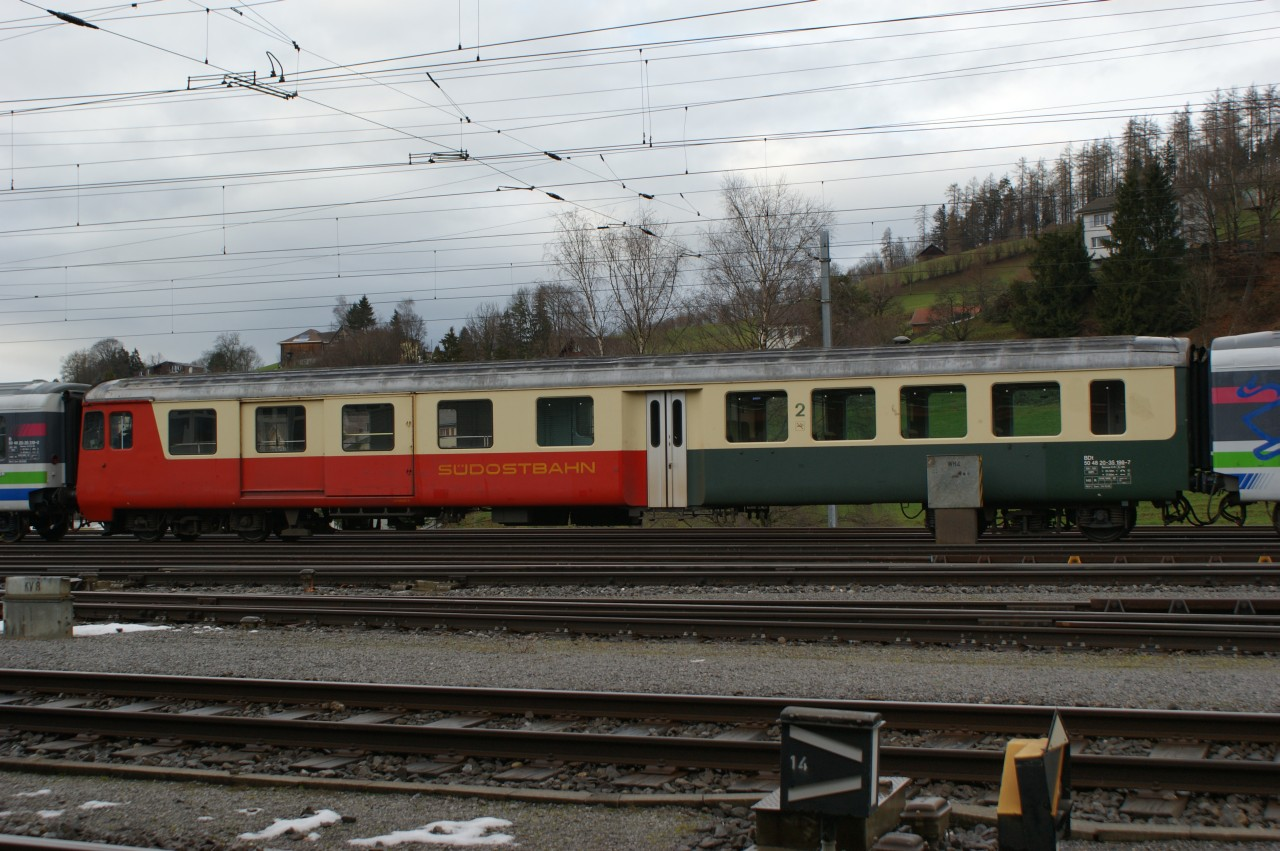
SOB BDt 198, abgesehen vom Führerstand und den Drehgestellen praktisch noch im Ursprungszustand von 1972

Die Einheitswagen, die ab 1956 gebaut wurden, zeichneten sich dadurch aus, dass sie (wieder) Endeinstiege aufwiesen. Die besonderen Bedürfnisse der BT führten dazu, dass 1972 eine Serie von acht gemischten Gepäck-/Personenwagen BD 511–18 zur Ablieferung kam, die mit einem Mitteleinstieg ausgerüstet war. Die einzelne Einheitswagentür war allerdings leicht aussermittig angeordnet, da der Gepäckraum grösser war, als das vierfenstrige Personenabteil. Als Besonderheit erhielten diese Wagen keine Einheitswagen-Drehgestelle, sondern gebrauchte Blattfederdrehgestelle, die durch die BT-Werkstätte aufbereitet worden waren. Später erhielten einige dieser Wagen einen Buffetraum, andere wurden an die SOB verkauft. Schliesslich wurden sie alle zu Steuerwagen umgebaut und nach der Fusion als BDt 191–198 nummeriert, obwohl sie keine einheitliche Serie mehr darstellten. Im Laufe der Jahre wurden auch die Blattfederdrehgestelle gegen Schraubenfeder-Drehgestelle getauscht und diese auf Scheibenbremse umgebaut. Mit der Neukonzeption des Voralpen-Express wurden sie Ende 2013 überzählig und abgestellt. Zwei Wagen blieben als Reserve noch einige Jahre erhalten. Der BDt 197 ging zum dsf und wird als Verstärkungswagen eingesetzt. 2023 wurde der BDt 197 vom DSF an die OeBB verkauft. Dort erhielt er einen neuen Lack, erstmals seit 50 Jahren hat die OeBB nun wieder ein eigenes Design. Er kommt künftig im Ersatzpendel mit dem B Jumbo 629 und den RBe 546 zum Einsatz.